# 1258 dans les croisades
- Mamelouks :   Al-Mansur Nur ad-Dîn Ali ben Aybak

Cette page regroupe les évènements concernant les Croisades qui sont survenus en 1258 :
- février : le khan mongol Honghu prend Bagdad et met fin au califat abbasside[1].
- décembre : Mort de Jean d'Ibelin, seigneur d'Arsouf. Son fils Balian lui succède[2].
- Durant la guerre de Saint-Sabas, Bertrand de Gibelet, partisan de Gênes assiège Tripoli et blesse Bohémond VI d'Antioche, partisan de Venise. Bertrand est peu après assassiné[3].
- fin de la  guerre de Saint-Sabas[3].